# Hachiōji
Pour les articles homonymes, voir Hachioji (homonymie).
Hachiōji (八王子市, Hachiōji-shi) est une ville de la métropole de Tokyo, au Japon.

## Géographie

### Situation
Hachiōji est située à 40 km à l'ouest du centre de Tokyo. La ville est entourée par des montagnes sur trois côtés, et se trouve dans un bassin qui porte son nom. Les montagnes qui l'entourent au sud-ouest sont le mont Takao (599 m) et le mont Jinba (857 m)

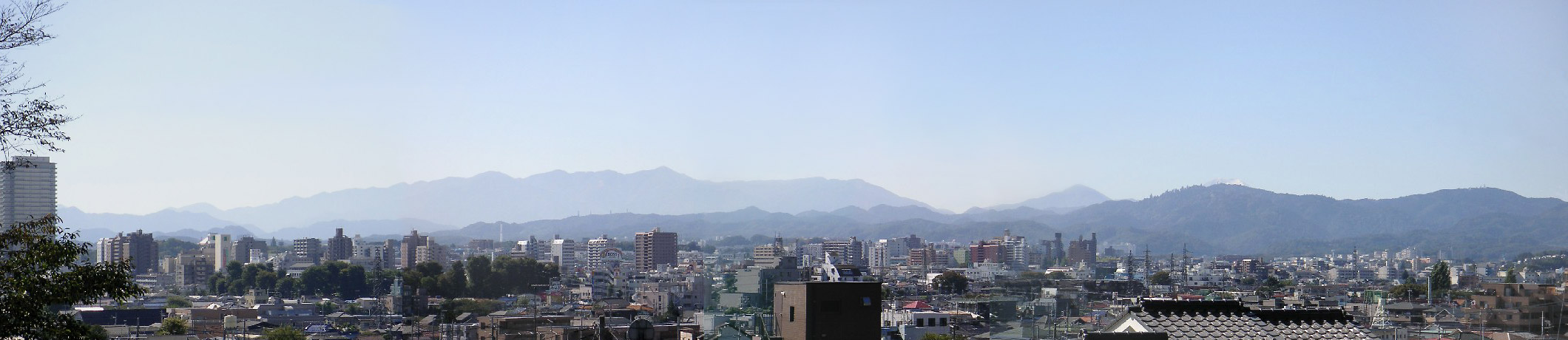
Vue panoramique de la ville.

### Municipalités limitrophes
| Akiruno    | Fussa    | Akishima |
| Hinohara   | Hachiōji | Hino     |
| Sagamihara | Machida  | Tama     |

### Démographie
Au 1er février 2010, la ville avait une population de 575 956 habitants, une densité de 3 091 hab/km2 et une superficie de 186,31 km2. En décembre 2024, la population était estimée à 559 083 habitants.

### Climat
Hachiōji bénéficie d'un climat subtropical humide caractérisé par des étés chauds et des hivers frais, avec peu ou pas de neige. La température moyenne annuelle est de 13,9 °C. Les précipitations annuelles moyennes sont de 1 998 mm, septembre étant le mois le plus humide.
La température la plus élevée mesurée est 39,9 °C, relevée le 5 juillet 1997. La plus faible est −12 °C, observée le 25 janvier 1960.

## Histoire
Hachiōji a obtenu le statut de ville le 1er septembre 1917, après avoir obtenu le statut de bourg le 31 mars 1889 dans le district de Minamitama. Pendant la période médiévale, la ville était un carrefour routier important car la route qui reliait Edo (actuelle Tokyo) au reste du Japon y passait. La ville se dota d'un château en 1584, construit par Ujiteru Hōjō, édifice qui fut cependant détruit en 1590 par Hideyoshi Toyotomi. Pendant la période Meiji, la ville prospéra car elle était un centre de production de textiles (soie).
En pleine expansion, la ville absorbe en 1964 le village de Yugi. Hachiōji est désignée ville noyau en 2015.

## Culture local et patrimoine
- Mont Takao : groupement de temples bouddhistes,
- Cimetière impérial Musashi,
- Musée d'Art Murauchi,
- Ruines du château de Hachiōji.

## Transports
Hachiōji est desservie par de nombreuses lignes ferroviaires :
- lignes Chūō, Yokohama et Hachikō de la JR East,
- lignes Keiō, Takao et Sagamihara de la Keiō
- monorail Tama Toshi.

Les gares de Hachiōji et Keiō-Hachiōji sont les principales gares de la ville. 

## Symboles municipaux
- L'arbre qui symbolise la ville est le ginkgo biloba.
- La fleur qui symbolise la ville est le « lys du Japon » (Lilium auratum).
- L'oiseau qui symbolise la ville est le « gobemouche bleu » (Cyanoptila cyanomelana).

## Jumelages
Hachiōji est jumelée avec :
- Tomakomai (Japon) depuis le 10 août 1973 et le 1er avril 1974,
- Nikkō (Japon),
- Odawara (Japon),
- Yorii (Japon).

## Personnalités liées à la commune
- Takumi Furukawa (1917-2018), réalisateur
- Yumi Matsutōya (née en 1954), chanteuse
- Kōichi Hagiuda (né en 1963), homme politique
- Miwa Sano  (née en 1966), journaliste politique, est née et vit à Hachiōji, où elle a été conseillère municipale[6]
- Minami Takahashi (née ne 1991), chanteuse